# Boda och Lidensboda
Boda och Lidensboda var 1990 en av SCB avgränsad och namnsatt småort i Lidens socken, Sundsvalls kommun. Den omfattade bebyggelse runt riksväg 86 öster om Indalsälven. 1995 hade den fasta folkmängden minskat och statusen som småort upphörde. Sedan dess existerar ingen bebyggelseenhet med detta namn.